# Higashimurayama
Higashimurayama (japanska: 東村山市?, Higashimurayama-shi) är en stad i västra delen av Tokyo prefektur i Japan. Staden fick stadsrättigheter 1964.